# Stade Robert-Champroux
Le stade Robert-Champroux est un stade en Côte d'Ivoire (du nom d'un ancien boxeur amateur français, promoteur de ce sport dans le pays, au cours des années 1950) qui sert pour le football, le rugby, les concerts et les meetings. Il se situe sur la commune de Marcory à Abidjan.

## Histoire
Avec sa structure ovale, ses gradins cohabitant avec des palmiers, il peut accueillir près de 10 000 spectateurs. C'est le plus grand stade de la capitale après le stade Félix Houphouët-Boigny (35 000 places). Le stade Robert-Champroux, comme le parc des sports de Treichville, souffre de surexploitation, c'est pourquoi le stade s'est doté d'une pelouse synthétique comme les normes de la FIFA l'exigent en 2007.
Grâce à la FIF, le stade Robert Champroux est dôté, depuis la 5e journée de championnat de Ligue 1 de Côte d'Ivoire, du premier tableau électronique de Côte d'Ivoire 

## Clubs résidents
- Africa Sports
- SO de l'Armée
- Jeunesse Abidjan